# Anan
Anan (jap. 阿南市, -shi) ist eine Stadt auf der Insel Shikoku im Süden Japans. Sie gehört zur Präfektur Tokushima.
Zur Gemeinde gehört die bewohnte Insel Ishima, sowie die Nachbarinseln Maejima und Tanago-jima, die fünf Kilometer östlich vor der Küste Shikokus am südlichen Ende des Kii-Kanals liegen.

## Geschichte
Die Stadt Anan wurde am 1. Mai 1958 gegründet.

## Sehenswürdigkeiten
In Anan befinden sich der 21. und 22. Tempel des Shikoku-Pilgerwegs, der Tairyū-ji und der Byōdō-ji.

## Weblinks

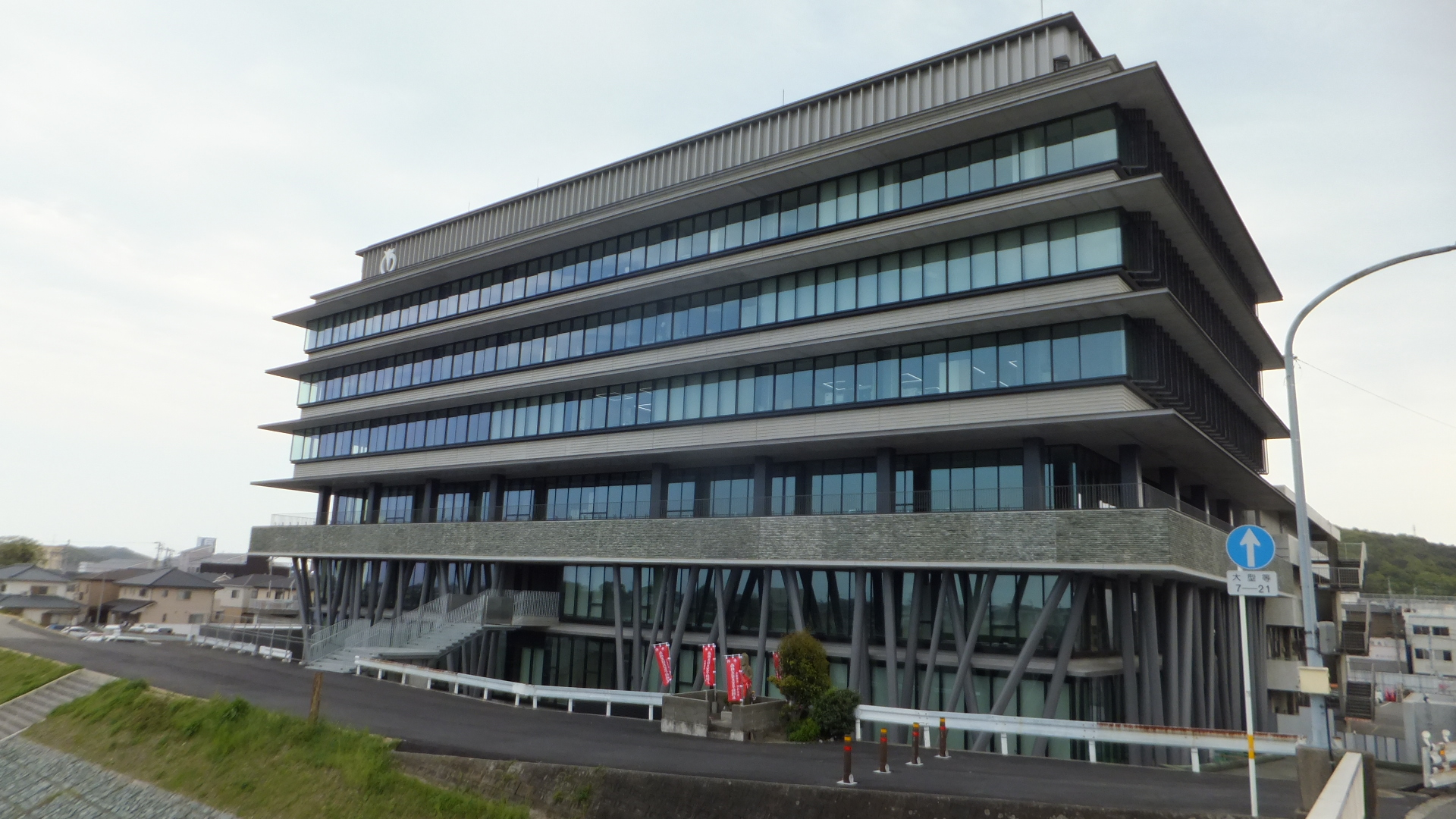
Rathaus von Anan

## Verkehr
- Schiene:
  - JR Mugi-Linie
- Straße:
  - Shikoku-ōdan-Autobahn
  - Anan-Aki-Autobahn
  - Nationalstraße 55,195

## Angrenzende Städte und Gemeinden
- Komatsushima

## Persönlichkeiten
- Genta Omotehara (* 1996), Fußballspieler
- Naoki Goto (* 2002), Fußballspieler